# Носата плямиста черепаха звичайна
Носата плямиста черепаха звичайна (Pseudemys nelsoni) — вид черепах з роду Носата плямиста черепаха родини Азійські прісноводні черепахи. Має 2 підвиди.

## Опис
Загальна довжина карапаксу досягає 25,4 см. Голова маленька. Карапакс куполоподібний з кілем по середині. Крайові щитки карапаксу трохи припідняті догори. Плавальні перетинки на лапах не дуже розвинені.

Голова чорна з малюнком з жовтих та червоних смуг і плям, крапок, що роздвоюється від потилиці, схожий на букву «Х». Смуги зазвичай дві. Нижня частина голови й шиї жовтого забарвлення з темними цяточками. Щелепи жовті. У носа можуть бути 2 світлі плями: жовтих або червоні. Зіниця зелена або бронзова. Карапакс чорного або темно—коричневого кольору. Пластрон червоно—коричневий або чорний з жовтим обідком навколо всього пластрона і кожного щитка. Перетинка жовтого забарвлення з 2 великими темними плямами. Кінцівки чорні з жовтими смугами і цятками.
Підвиди різняться за своїм забарвленням. У rhinoclemmys punctularia punctularia є жовта або червонувата смуга по обидва боки голови, що йде від верху очі до тімпанального щитка, 2—3 світлі плями на потилиці і по одній світлій плямі перед очима. У rhinoclemmys punctularia flammigera на голові складний радіальний малюнок, що складається з численних плям, що утворюють півколо. Також по одному світлому плямі перед оком з кожного боку і 2 світлі плями на потилиці.

## Спосіб життя
Полюбляє різного роду водойми у лісах та саванах. Веде полуназемного спосіб життя. Полює як на суші, так і у воді. Часто ніжиться на сонці. Харчується рослинами, рибою, молюсками, ракоподібними, земноводними.
Самиця відкладає 1—2 довгастих білих яйця з тендітною шкаралупою розміром 52—75x30-37 мм. За сезон буває декілька кладок.
Досить швидко звикають до неволі й до господаря.

## Розповсюдження
Мешкає у басейні ріки Оріноко та нижньою течію Амазонки: від сходу Колумбії і Венесуели через Гвіану, Гаяну та Суринам до північного сходу Бразилії. Зустрічається також на Тринідаді.

## Підвиди
- Rhinoclemmys punctularia punctularia
- Rhinoclemmys punctularia flammigera